# Azizulhasni Awang
Mohammed Azizulhasni Awang (* 5. Januar 1988 in Dungun, Malaysia) ist ein malaysischer Bahnradsportler. Bis einschließlich 2024 nahm er an fünf Olympischen Spielen teil und errang zwei olympische Medaillen in der von ihm favorisierten Disziplin Keirin. Er war der erste Radsportler seines Landes, der bei Olympischen Spielen eine Medaille gewann.

## Sportliche Laufbahn
Azizulhasni Awang wurde als achtes von neun Kindern geboren. Als Belohnung für eine gute Note in der siebten Klasse schenkte ihm sein Vater ein gebrauchtes Fahrrad. Mit dem Radsport begann er als Mitglied der Dungun Cycling School. Ursprünglich wollte Awang Medizin studieren, entschied sich aber zunächst für den Leistungsradsport. Er ist 1,70 Meter groß und zierlich gebaut; deshalb erhielt er von seinen Sportkameraden den Spitznamen „The Pocket Rocketman“.
Bei den „Commonwealth Youth Championships“ 2004 in Bendigo wurde Awang Dritter in der Junioren-Klasse im 1000-Meter-Zeitfahren. 2006 gewann er bei den Asienspielen den Sprint der Junioren. 2008 wurde er zweifacher Asienmeister im Sprint und Keirin.
Nach dem Gesamtsieg im Keirin beim Bahnrad-Weltcup 2008/09 startete Azizulhasni Awang bei den Bahnradsport-Weltmeisterschaften 2009 in Pruszków und wurde Vize-Weltmeister im Sprint. Damit war er der erste malaysische Bahnfahrer, der eine WM-Medaille erringen konnte. Im Oktober 2009 gewann er das hochkarätig besetzte dreitägige Bahnsport-Event Gran Caracol de Pista im kolumbianischen Medellín. Bei den Bahn-Weltmeisterschaften 2010 in Ballerup wurde Awang Vize-Weltmeister im Keirin. Im selben Jahr gewann er bei den Commonwealth Games die Bronzemedaille im Teamsprint sowie bei den Asienspielen 2010 die Goldmedaille im Keirin. In der Saison 2010/2011 entschied er die Gesamtwertung im Keirin des Bahnrad-Weltcups für sich, und das, obwohl er im letzten Rennen in Manchester kurz vor dem Ziel gestürzt war: Mit einem 20 Zentimeter langen Holzsplitter der Bahn im Bein beendete er das Rennen als Dritter und brach nach dem Überqueren der Ziellinie zusammen. Der Splitter wurde in einem Krankenhaus chirurgisch entfernt.
2008 nahm Azizulhasni Awang an den Olympischen Spielen in Peking teil. Er trug die Fahne der malaysischen Mannschaft. Im Keirin erreichte er den achten Platz. Vier Jahre später wurde er für die Teilnahme an den Olympischen Spielen in Rio de Janeiro nominiert, wo er im Keirin die Bronzemedaille errang, die erste Olympiamedaille im Radsport für Malaysia.
Bei den Bahnradsport-Weltmeisterschaften 2017 in Hongkong errang Awang – nach zehn Jahren in der nationalen Elite – im Keirin seinen ersten Weltmeistertitel. Damit ist er auch der erste Weltmeister aus Malaysia in einer olympischen Disziplin. Im Jahr darauf errang er als erster Malaysier Gold bei den Asienspielen im Sprint, im Teamsprint gewann er zudem mit Shah Firdaus Sahrom und Muhammad Fadhil Mohd Zonis sowie Bronze im Keirin. 2019 sowie 2020 wurde er Asienmeister im Sprint. Er gewann den Sprint-Wettbewerb beim Lauf des Weltcups in Cambridge und wurde Neunter der Weltcup der Gesamtwertung in dieser Disziplin, nachdem er beim Lauf in Brisbane schwer gestürzt war und einige Tage im Krankenhaus verbringen musste.
2021 startete Awang bei den Olympischen Spielen in Tokio und errang im Keirin die Silbermedaille; im Sprint belegte er Platz zehn. Im Frühjahr des Jahres darauf klagte er über Schmerzen in der Brust, und bei folgenden Untersuchungen wurde ein angeborener Herzfehler diagnostiziert. Ende April 2022 wurde er in Melbourne operiert. Es wurde erwartet, dass er ein Jahr benötige, um voll zu genesen. Doch schon im Dezember desselben Jahres ging er bei einem Bahnradsport-Wettbewerb, dem Austral Wheel Race, in Melbourne an den Start: Er gewann den Sprint und wurde Zweiter im Keirin.
Awang trat nochmals bei den Olympischen Sommerspielen 2024 an. Nachdem er beim Sprint-Wettbewerb bis ins Achtelfinale gekommen war, endeten diese seine fünften und letzten Olympischen Spiele unglücklich, als er im Keirin versehentlich das Derny überholte und disqualifiziert wurde. Ende des Jahres deutete Awang an, dem Abschluss eines Studiums in Sportphysiologie und Sportwissenschaften an der Deakin University von Melbourne Priorität über weitere Wettkämpfe zu geben. Er bekräftigte diesen Beschluss anlässlich eines Treffens mit der malaysischen Ministerin für Jugend und Sport.

## Verschiedenes
Awang ist verheiratet und hat vier Töchter. Seit 2007 lebt er mit seiner Familie im australischen Melbourne.

## Ehrungen
2009, 2010, 2017 und 2019/20 wurde Awang als Malaysias Sportler des Jahres geehrt. 2018 wurde er malaysischer Olympian of the Year.
Nach seinem Weltmeistertitel 2017 wurde Awang zum Offizier (Kesatria Mangku Negara) des malaysischen Verdienstordens Darjah Yang Mulia Pangkuan Negara ernannt. 2021 erhielt er durch den Sultan von Terengganu den Ehrentitel Datuk verliehen.
Am 29. März 2017 legte Awang den Grundstein für ein neues Velodrom in seiner Geburtsstadt Dungun, das nach ihm Azizulhasni Awang Velodrome benannt wurde. Die Bahn sollte ursprünglich 2021 fertiggestellt werden, nach Verzögerungen wurde ihre Eröffnung schließlich auf April 2023 terminiert.

## Erfolge
2004

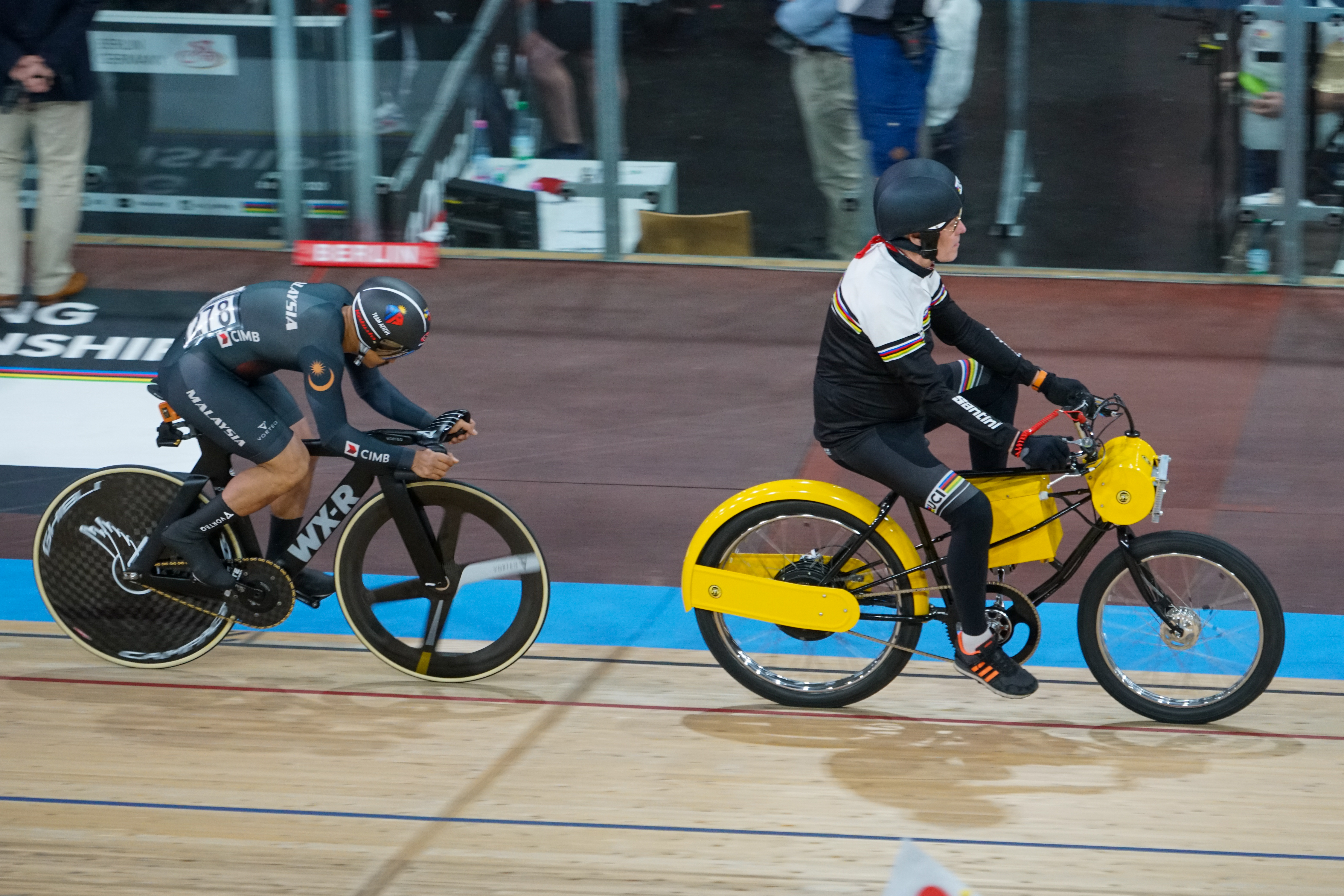
Awang im Finale des Keirin-Wettbewerbs bei der WM 2020 in Berlin

- Commonwealth Youth Games – 1000-Meter-Zeitfahren

2006
- Asian Youth Games – Sprint

2008
- Bahnrad-Weltcup in Melbourne – Keirin

2009
- Bahnrad-Weltcup in Peking – Keirin
- Weltmeisterschaft – Sprint
- Asienmeister – Sprint, Teamsprint (mit Mohd Edrus Yunus und Mohd Rizal Tisin)

2010
- Weltmeisterschaft – Keirin
- Bahnrad-Weltcup in Peking – Keirin
- Bahnrad-Weltcup in Cali – Keirin
- Asienspielesieger – Keirin
- Commonwealth Games – Teamsprint (mit Josiah Ng und Mohd Rizal Tisin)

2011
- Asienmeisterschaft – Sprint, Keirin

2012
- Asienmeisterschaft – Sprint, Keirin

2013
- Malaysischer Meister – Keirin

2014
- Asienmeister – Sprint
- Asienmeisterschaft – Keirin

2015
- Weltmeisterschaft – Keirin
- Asienmeister – Keirin
- Asienmeisterschaft – Sprint
- Südostasienspielesieger – Sprint
- Südostasienspiele – Keirin

2016
- Olympische Spiele – Keirin
- Weltmeisterschaft – Keirin
- Asienmeisterschaft – Sprint, Keirin

2017
- Weltmeister – Keirin
- Asienmeister – Sprint
- Südostasienspielesieger – Sprint, Keirin

2018
- Asienspielesieger – Sprint
- Asienspiele – Teamsprint (mit Shah Firdaus Sahrom und Muhammad Fadhil Mohd Zonis)
- Asienspiele – Keirin
- Asienmeisterschaft – Sprint
- Asienmeisterschaft – Keirin
- Malaysischer Meister – Sprint, Keirin

2019
- Asienmeister – Sprint
- Asienmeisterschaft – Teamsprint (mit Muhammad Fadhil Mohd Zonis und Shah Firdaus Sahrom)
- Malaysischer Meister – Sprint, Keirin, 1000-Meter-Zeitfahren
- Weltcup in Cambridge – Keirin

2020
- Asienmeister – Sprint
- Asienmeisterschaft – Keirin
- Weltmeisterschaft – Sprint, Keirin

2021
- Olympische Spiele – Keirin

2023
- Malaysischer Meister – Sprint, Keirin, 1000-Meter-Zeitfahren
- Asienmeister – Sprint, Keirin

2024
- Nations Cup in Adelaide – Keirin
- Malaysischer Meister – Sprint, Keirin